# تامبا باي لايتنينج
تامبا باي لايتنينج (بالإنجليزية: Tampa Bay Lightning)‏ هو فريق هوكي جليد أمريكي محترف يلعب في الشعبة الأطلسية من القسم الشرقي في دوري الهوكي الوطني (NHL). حاز على كأس ستانلي مرة واحدة عام 2004.